# Rekognitionszeichen
Als Rekognitionszeichen bezeichnet man den zeichenartigen Bestandteil der Unterschrift eines hohen Kanzleimitarbeiters in Urkunden der Merowinger, Karolinger, Ottonen und Salier. Schon in den spätantiken Kaiserurkunden ist eine solche Gegenzeichnung üblich und seit Justinian auch vorgeschrieben.

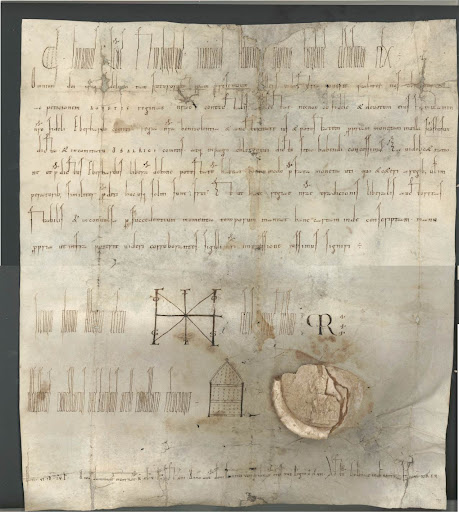
Rekognitionszeichen (Links neben dem zerbrochenen Siegel) – Urkunde Kaiser Heinrich III 1045

In der merowingischen Königskanzlei unterschrieb der Referendar, seit den Karolingern unterschreibt ein Kanzleimitarbeiter im Namen des Erzkanzlers. Das Zeichen wird aus einer graphischen Umformung der Worte „recognovi“ oder „subscripsi“ gebildet und bekommt daraus die bis ins 10. Jahrhundert typische Form, die einem Bienenkorb ähnelt. Unter den Karolingern ist es noch eigenhändig ausgeführt worden und häufig mit tironischen Noten versehen worden. Aus den jüngeren Zeichen verschwinden alle Hinweise auf die Wortherkunft; sie erfüllen vermutlich nur noch eine apotropäische Funktion. Insbesondere die kurze Renaissance des Zeichens in den Urkunden Kaiser Heinrichs III. hat den Bezug zur ursprünglichen Wortbedeutung verloren. Die als Diptychon gestalteten Zeichen demonstrieren mit griechischen oder hebräischen Texten im Zeichen die Gelehrsamkeit der Schreiber und Kanzler, zeigen aber gleichzeitig eine bewusste Rückbesinnung auf das ottonische Kaisertum an.